# Хаджі Мухаммад аль-Амін
Хаджі Мухаммад аль-Амін (бл. д/н — 1785) — 15-й мбанго (володар) і султан Багірмі в 1751—1785 роках. Домігся перетворення держави в найбільшу потугу Центрального Судану.

## Життєпис
Походив з династії Кенга. 1751 року спадкував трон після смерті мбанго і султана Лоела. Продовжив кампанію попередника з підкорення повсталих арабських племен, яку успішно завершив. Здійснив хадж до Мекки.
В подальшому зосередив зусилля на збереженні кордонів та впливу багірмі в центральному Судані. Тому спочатку приборкав держави Яо і Медого, потім племена мубі.
За цим, скориставшись послабленням імперії Борну, виступив проти маї Алі III, якому завдав поразки. Наслідком цього стало здобуття Багірмі незалежності. Невдовзі підкорив сусідню з Борну невеличку державу Борку.
В цей час на півдні повстали залежні племена мілту, яких довелося приборкувати. В наступні декілька років вимушений був тривалий час діяти на півдні, де приборкувати різні племені утворення.
У другій половині панування здійснив похід проти Котоко (на південь від Борну). Мухаммаду аль-Аміну знову довелося приборкувати повсталі арабські племена. За цим знову довелося придушувати повстання племен мілту, державних утворень Саруа і Сокоро.
Наприкінці панування здійснив походи проти повсталих держав Сомрай, Буа і Мусго, які знову визнали зверхність Багірмі. Помер Мухаммад аль-Амін 1785 року. Йому спадкував Гауранг I.